# NGC 7373
NGC 7373 este o galaxie situată în constelația Pegas. A fost descoperită în 11 august 1864 de către Albert Marth.